# Aéromusical
Aéromusical è il primo album in studio del gruppo musicale power pop francese Superbus, pubblicato nel 2002.

## Tracce
1. Je reste encore – 2:29
2. Superstar – 3:14
3. Tchi-cum-bah – 2:23
4. Le soleil – 3:30
5. Le loup – 3:19
6. Aéromusical – 2:23
7. Something wrong – 3:41
8. Ennemie – 2:45
9. À travers toi – 4:08
10. Into the Groove (Madonna cover) – 2:51
11. Helping hand – 3:01
12. Sans décrocher – 3:51